# ریتیون بی‌بی‌ان تکنالوجیز
ریتیون بی‌بی‌ان تکنالوجیز (انگلیسی: Raytheon BBN Technologies) شرکت صنایع جنگ‌افزاری آمریکایی است، که در سال ۱۹۴۸ توسط لئو برانک و ریچارد بوولت تأسیس شد.